# 河野敏鑑
河野 敏鑑（こうの としあき、1978年3月 - ）は、日本の経済学者。現在、専修大学ネットワーク情報学部准教授として、学部では経済学を担当している（2014年3月まで富士通総研経済研究所上級研究員）。専門は、公共経済学、社会保障、ジェロントロジー。企業経営と健康に関連する分野で著作を発表している。

## 略歴
- 1996年3月：巣鴨高等学校卒業[1]
- 2000年3月：東京大学経済学部卒業
- 2002年3月：東京大学大学院経済学研究科修士課程修了。修士（経済学）。
- 2006年5月：第一生命経済研究所経済調査部エコノミスト（〜2006年11月）
- 2006年12月：富士通総研経済研究所研究員
- 2007年7月：慶應義塾大学グローバルセキュリティ研究所客員研究員（〜2010年3月）
- 2009年7月：富士通総研経済研究所上級研究員
- 2010年10月：東京大学大学院経済学研究科博士課程修了。博士（経済学）
- 2014年4月：専修大学ネットワーク情報学部講師
- 2017年4月：専修大学ネットワーク情報学部准教授

## 著書
- 『会社と社会を幸せにする健康経営』勁草書房